# Alsóhatárszeg
Alsóhatárszeg (Rosztoka) település Ukrajnában, a Munkácsi járásban.

## Fekvése
Volóctól északnyugatra, a Zsdenyovka patak mellett, Nagycserjés és Erdőludas közt  fekvő település.

## Nevének eredete
Régi, Rosztoka neve szláv eredetű, mely két ágra szakadó, vagy két ág egyesüléséből keletkező vízfolyást jelent. Nevét 1904-ben változtatták a mai Alsóhatárszegre.

## Története
Alsóhatárszeg (Rosztoka) a 17. században magyarok által alapított falu, mely nek lakossága a középkorban elszlávosodott.
Nevét 1600-ban említette először oklevél Nagy-Rosztoka néven. 1645-ben Nagy Rosztoka, 1913-ban Alsóhatárszeg, 1930-ban Roztoka, 1941-ben Nagyrosztoka néven írták. Nagy- és Kisrosztoka 1960-ban egyesült.
1910-ben 272 lakosából 7 magyar, 9 német, 256 ruszin volt. Ebből 263 görögkatolikus, 9 izraelita volt.
A trianoni békeszerződés előtt Bereg vármegye Alsóvereckei járásához tartozott.

## Népessége
A 2001-es népszámlálás során a lakosság (480 fő) 99,8%-a ukrán, 0,2%-a orosz anyanyelvűnek vallotta magát.

## Nevezetességek
- Görögkatolikus fatemploma - 1771-ben már állt. Szent Mihály tiszteletére szentelték fel. Anyakönyvet 1819-től vezetnek.